# Макароа

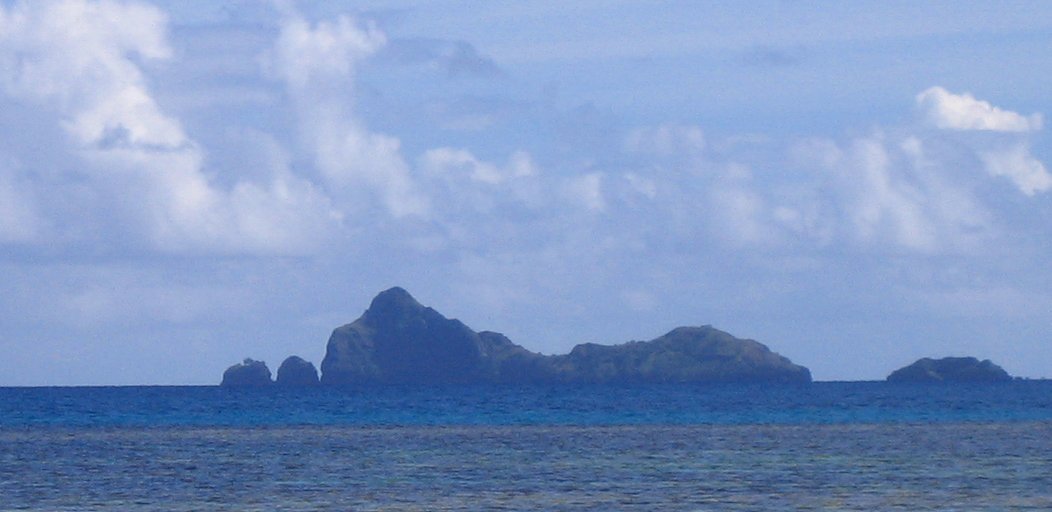
Остров Макароа

Макароа (фр. Makaroa) — небольшой островок в архипелаге Гамбье.

## География
Площадь острова — 0,2 км².

## Население
В 2007 году остров был необитаем.

## Административное деление
Административно входит в состав коммуны Гамбье.